# Temperatura cinetica media
La temperatura cinetica media (sigla MKT, dall'inglese Mean kinetic temperature) è una grandezza che serve a esprimere l'effetto di una variazione di temperatura fluttuante durante un transitorio.
La temperatura cinetica media è molto usata nell'industria farmaceutica e in quella alimentare.
L'equazione, che deriva dall'Equazione di Arrhenius fu pubblicata da J.D. Haynes nel 1971 su Journal of Pharmaceutical Sciences n.60 pag.927.
La temperatura cinetica media può essere espressa come:
{\displaystyle T_{K}={\cfrac {\frac {\sum _{i=1}^{n}\Delta H_{i}}{R}}{-\ln \left({\frac {\sum _{i=1}^{n}e^{\frac {-\Delta H_{i}}{RT_{i}}}}{n}}\right)}}}
dove:
- {\displaystyle T_{K}} è la temperatura cinetica media in kelvin
- {\displaystyle \sum _{i=1}^{n}\Delta H_{i}} è l'energia di attivazione (in genere tra 60–100 kJ·mol−1 per solidi o liquidi)
- {\displaystyle R} è la costante dei gas
- {\displaystyle T_{i}} è la temperatura dell'i-esimo campione in kelvin
- {\displaystyle n} è il numero dei campioni di temperatura.

## Esempio
Abbiamo un frigorifero che lavora alla temperatura di set-point di +5 °C. I limiti di lavoro sono +2 °C (limite inferiore)  e +8 °C (limite superiore).
Campionando ogni minuto ottengo:
| Tempo di campionamento | Temperatura |
| ---------------------- | ----------- |
| 1 min                  | 2 °C        |
| 2 min                  | 2 °C        |
| 3 min                  | 5 °C        |
| 4 min                  | 8 °C        |
| 5 min                  | 8 °C        |
| 6 min                  | 8 °C        |
| 7 min                  | 8 °C        |

MKT: 6,3 °C
Media aritmetica: 5,9 °C
Applicando l'equazione su citata di Svante Arrhenius, come si può notare l'MKT è più alto e quindi più sensibile agli sbalzi di temperatura rispetto alle normale media aritmetica. Per gli studi di stabilità si parla di tempi decisamente più lunghi ma che per ovvi motivi di spazio non simuliamo. La differenza però tra i due parametri rimane considerevole. Data la formula di natura esponenziale, non è raccomandabile utilizzarla per valori al di sotto dello zero.
È accettato dalla FDA (Food and Drug Administration) e dall'EMEA (Agenzia europea per i medicinali).